# Red Bull Air Race Rotterdam

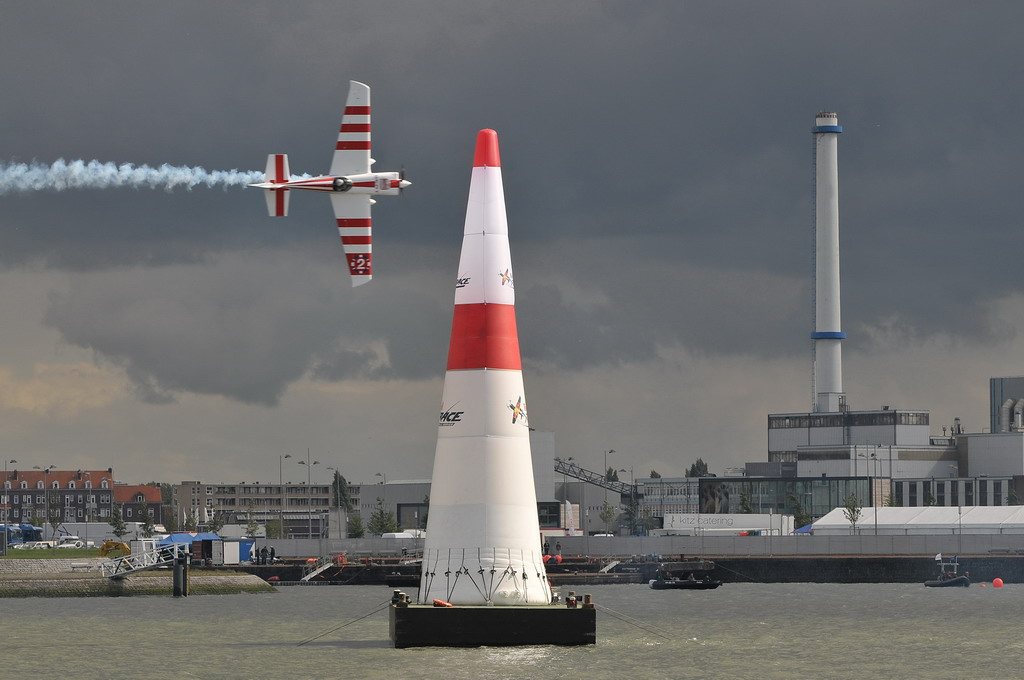
Red Bull Air Race Rotterdam

De Red Bull Air Race Rotterdam is een evenement in de haven van Rotterdam in Rotterdam. Het evenement vond in 2005 en 2008 plaats in de havenstad, rond de Erasmusbrug en de Nieuwe Maas. 
Er moet een bepaald parcours tussen opgeblazen pionnen worden gevlogen.

## 2008
In 2008 werd het evenement gehouden op 19 en 20 juli. Het is de vierde race in de World Series van 2008 van de Red Bull Air Race Series van Red Bull. De winnaar in 2008 was de Brit Paul Bonhomme. Op zaterdag werd het evenement door slechte weersomstandigheden vroegtijdig afgelast. De twaalf piloten konden maar een kwalificatievlucht uitvoeren.
In 2008 kon met een kaart vanaf tribunes worden gekeken. De tribunes op de noordoever van de rivier waren zondag vol. Zonder toegangsbewijs is  niet zo veel te zien. De kades waren afgesloten met gezeilde hekken.

## 2005
In totaal waren in 2005 circa 700.000 toeschouwers aan de oevers van de Maas. De toegang was gratis en er werd nog onder de Erasmusbrug doorgevlogen. De deelnemers maakten gebruik van een tijdelijk vliegveld, dat was aangelegd op het 3e Katendrechtse Hoofd in de wijk Katendrecht. De geasfalteerde baan was 400m lang en 20m breed. De benodigde brandweerauto kwam van Rotterdam Airport.